# Micromelum minutum
Espèce
Micromelum minutum est une espèce de plantes de la famille des Rutaceae. On rencontre cet arbre en Asie tropicale, en Australie et dans les îles du Pacifique.

## Description

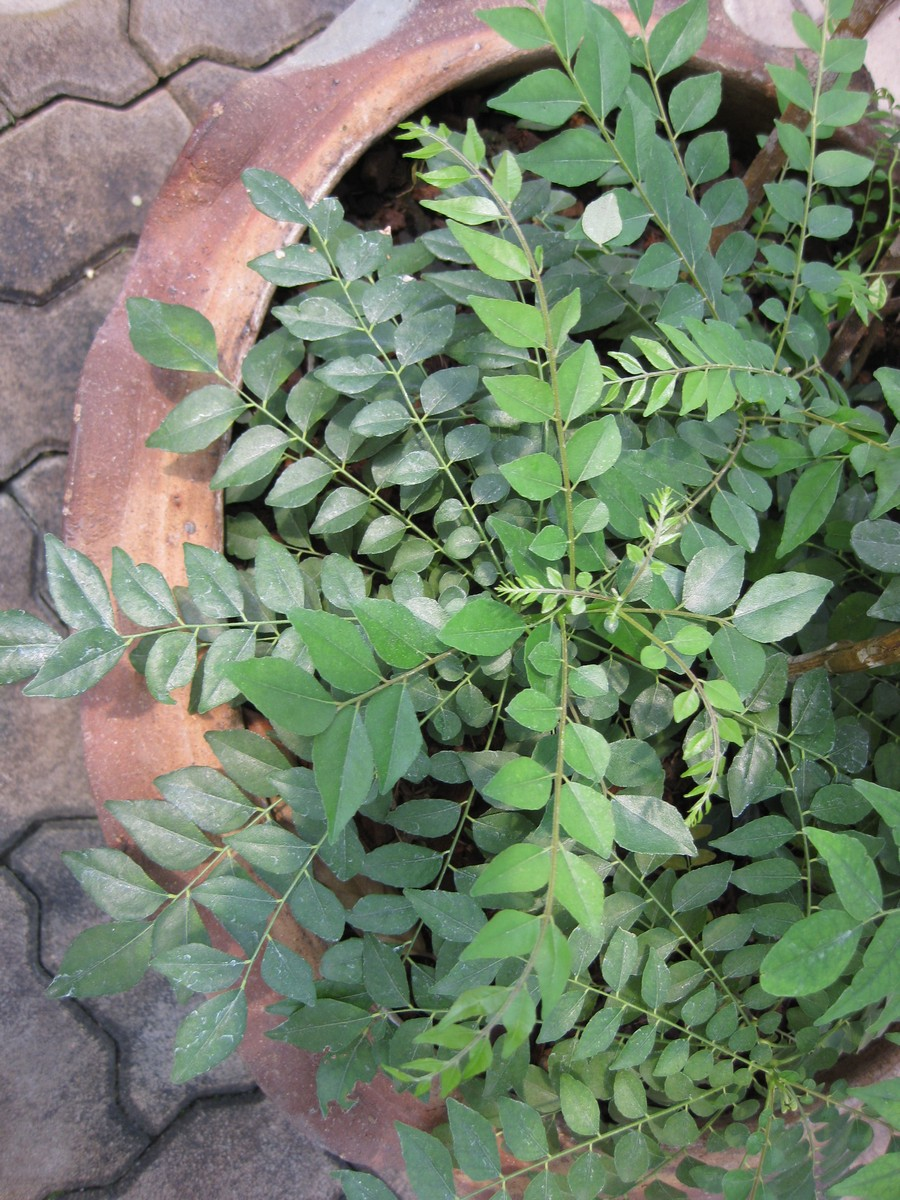
Feuillage
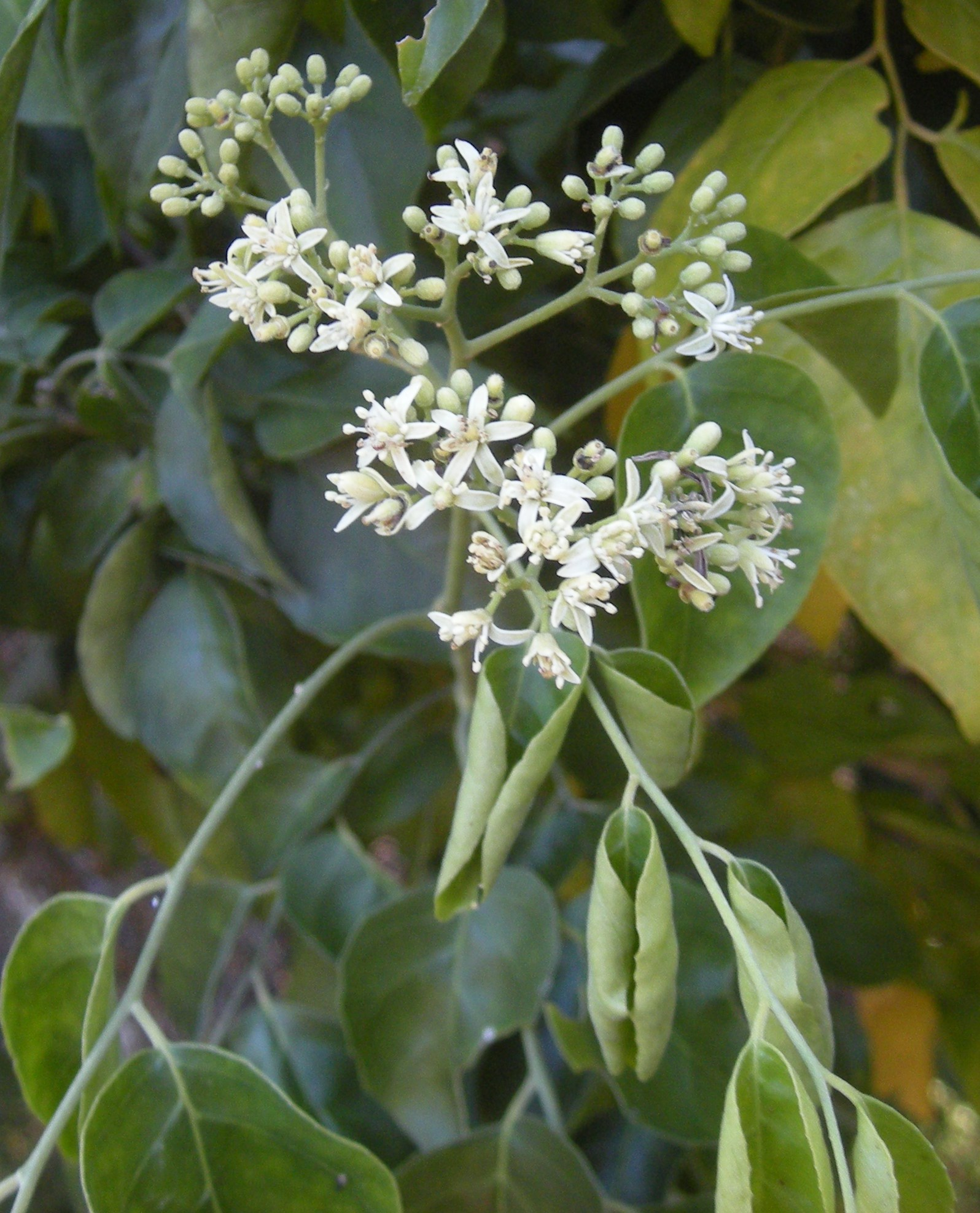
Floraison
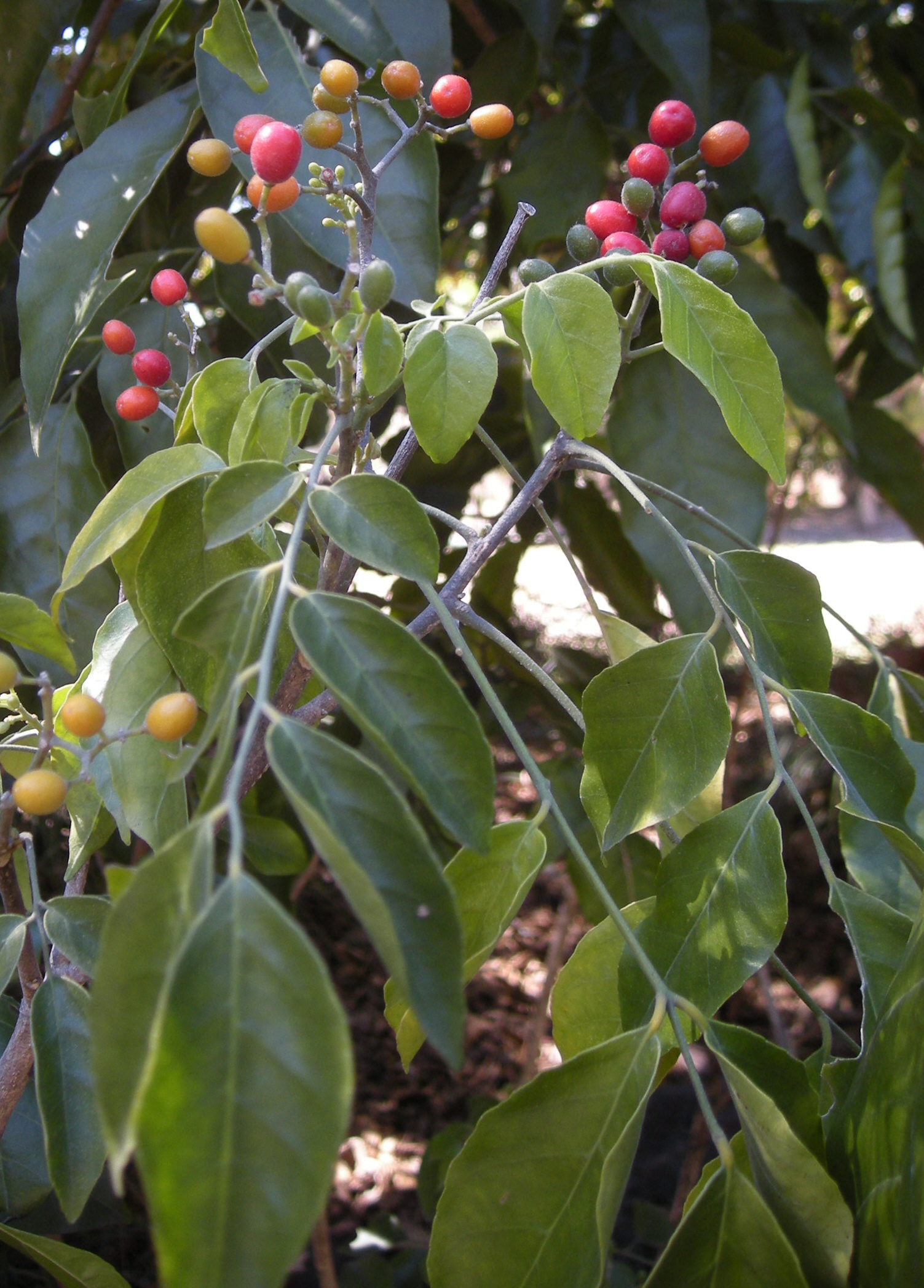
Fructification

## Classification
Cette espèce a été décrite pour la première fois par le botaniste britannique Robert Wight (1796-1872) et son confrère écossais George Arnott Walker Arnott (1799-1868).

### Liste des variétés
Selon Catalogue of Life (7 novembre 2014) :
- variété Micromelum minutum var. ceylanicum
- variété Micromelum minutum var. curranii
- variété Micromelum minutum var. tomentosum

Selon Tropicos (7 novembre 2014) :
- variété Micromelum minutum var. ceylanicum B.C. Stone